# Психијатрија
Психијатрија је медицинска дисциплина која се бави проучавањем порекла, механизама и процеса настанка, облика, распрострањености и лечења психичких болести и поремећаја. Психијатрија се бави, осим лечења, и превенцијом душевних болести, као и рехабилитацијом оболелих. Психијатрија обухвата различите маладаптације повезане са расположењем, понашањем, спознајом и перцепцијом.
Почетна психијатријска процена особе обично започиње испитивањем историје случаја и менталног стања. Могу се вршити физички прегледи и психолошки тестови. Повремено се користе неуроимиџинг или друге неурофизиолошке технике. Ментални поремећаји се често дијагнозирају у складу са клиничким концептима наведеним у дијагностичким приручницима као што је Међународна класификација болести (МКБ), коју уређује и користи Светска здравствена организација (СЗО) и широко коришћени Дијагностички и статистички приручник за менталне поремећаје (ДСМ), који је објавило Америчко удружење психијатара (АПА). Пето издање ДСМ-а (DSM-5) објављено је 2013. године. Оно је реорганизовало веће категорије различитих болести и проширило је претходно издање тако што укључује информације/увиде у складу са тренутним истраживањима.
Комбиновани третман психијатријских лекова и психотерапије постао је најчешћи начин психијатријског лечења у тренутној пракси, мада савремена пракса такође укључује широк спектар других модалитета, нпр. асертивни третман заједнице, подршка заједнице и подржани радни однос. Лечење се може спроводити стационарно или амбулантно, у зависности од тежине функционалног оштећења или од других аспеката дотичног поремећаја. Болнички пацијенти се могу лечити у психијатријској болници. Истраживање и лечење у оквиру психијатрије у целини спроводи се на интердисциплинарној основи са другим стручњацима, попут епидемиолога, медицинских сестара, социјалних радника, окупационих терапеута или клиничких психолога.

## Теорија и фокус
„Психијатрија, више него било која друга грана медицине, приморава своје лекаре да се боре са природом доказа, ваљаношћу интроспекције, проблемима у комуникацији и другим дугорочним филозофским питањима”.

Психијатрија се односи на област медицине усредсређену посебно на ум, чији је циљ проучавање, спречавање и лечење менталних поремећаја код људи. Описана је као посредник између света из друштвеног контекста и света из перспективе ментално болесних.
Особе које су специјализоване за психијатрију често се разликују од већине других стручњака за ментално здравље и лекара по томе што морају бити упознате и са друштвеним и са биолошким наукама. Дисциплина проучава рад различитих органа и телесних система класификованих према пацијентовим субјективним искуствима и објективној физиологији пацијента. Психијатрија третира менталне поремећаје, који су конвенционално подељени у три врло опште категорије: менталне болести, тешки поремећаји учења и поремећаји личности. Иако се фокус психијатрије временом мало променио, поступци дијагностике и лечења драматично су еволуирали и тај тренд наставља да се одвија. Од краја 20. века, подручје психијатрије је постајало све више биолошко и мање концептуално изоловано од других медицинских поља.

### Опсег праксе
Иако медицинска специјалност психијатрије користи истраживања на пољу неуронауке, психологије, медицине, биологије, биохемије и фармакологије, генерално се сматра средином између неурологије и психологије. Будући да су психијатрија и неурологија дубоко испреплетене медицинске специјалности, све сертификате за обе специјалности и за њихове подспецијалности у САД нуди један одбор, Амерички одбор за психијатрију и неурологију, који је члан Америчког одбора за медицинске специјалности. За разлику од других лекара и неуролога, психијатри су специјализовани за однос лекар-пацијент и обучени су у различитој мери за употребу психотерапије и других техника терапијске комуникације. Психијатри се такође разликују од психолога по томе што су лекари и имају постдипломску обуку која се назива резиденција (обично 4 до 5 година) у пољу психијатрије; квалитет и темељност њихове постдипломске медицинске обуке идентичан је са осталим медицинским струкама. Стога психијатри могу саветовати пацијенте, прописивати лекове, наручивати лабораторијске тестове, наручивати неуроимиџинг и обављати физичке прегледе.

### Етика
Светско психијатријско удружење издаје етички кодекс којим се уређује понашање психијатара (попут осталих следбеника професионалне етике). Психијатријски етички кодекс, први пут успостављен Хавајском декларацијом 1977. године, проширен је и ажуриран Бечком повељом 1983. године и проширен Мадридском декларацијом 1996. године. Кодекс је даље ревидиран током генералних скупштина те организације 1999, 2002, 2005, и 2011.
Кодекс Светске психијатријске асоцијације покрива питања као што су поверљивост, смртна казна, етничка или културна дискриминација, еутаназија, генетика, људско достојанство онеспособљених пацијената, односи са медијима, трансплантација органа, процена пацијента, истраживачка етика, одабир пола, мучења, и најновије сазнање.
Такође, један од експеримената који је подигао свест о етици дијагностичког процеса у психијатрији јесте Розенханов експеримент, који је истакао потребу за пажљивијим приступом према пацијентима да би се избегле грешке типа 1 и 2 приликом дијагностиковања пацијената.